# Soldier’s Medal
Die Soldier’s Medal (deutsch Soldatenmedaille) ist eine militärische Auszeichnung der Armee der Vereinigten Staaten. Sie wurde eingeführt als Abschnitt 11 des Air Corps Act, den der US-Kongress am 2. Juli 1926 verabschiedete. Kriterien für die Verleihung der Medaille sind:
„Die Soldatenmedaille wird jeder Person der Armee der Vereinigten Staaten oder einer befreundeten Nation verliehen, die sich in Ausübung ihres Dienstes in der Armee der Vereinigten Staaten durch heldenhaftes Verhalten auszeichnet, bei dem es keine Feindberührung gab.“ (Army Regulation 600-8-22).
Die Soldatenmedaille gilt als gleichwertig mit der Navy and Marine Corps Medal, der Airman's Medal und der Coast Guard Medal.

## Träger
Zu den Empfängern der Medaille gehören:
A
- Glenn Andreotta

B
- Leonard Boswell
- William Francis Buckley

C
- Max Cleland
- Lawrence Colburn

G
- John R. Galvin
- Hershel W. Gober

H
- Mike Hayden
- Bob Hoover

K
- Otto Kerner

P
- Colin Powell

S
- Stephen Silvasy
- Donn A. Starry

T
- Hugh Thompson junior